# Will Ainsworth
Will Ainsworth, né le 22 mars 1981 à Birmingham, est un homme politique américain, membre du Parti républicain. Il est lieutenant-gouverneur de l'Alabama depuis le 14 janvier 2019.

## Biographie
Il est diplômé en marketing de l'université d'Auburn.
Le 4 novembre 2014, Ainsworth est élu membre de la Chambre des représentants de l'Alabama. Il quitte son siège à la fin de son mandat et est élu lieutenant-gouverneur de l'Alabama le 6 novembre 2018. Il entre en fonction le 14 janvier 2019. Il est candidat à un second mandat en 2022, sans opposition.